# Dingleya
Dingleya — рід грибів родини Tuberaceae. Назва вперше опублікована 1979 року.

## Класифікація
До роду Dingleya відносять 6 видів:
- Dingleya geometrica
- Dingleya phymatodea
- Dingleya tectiascus
- Dingleya tessellata
- Dingleya turbinata
- Dingleya verrucosa